# Alexis Mac Allister
Alexis Mac Allister (født 24. december 1998) er en argentinsk professionel fodboldspiller, som spiller for Premier League-klubben Liverpool og Argentinas landshold.

## Klubkarriere

### Argentinos Juniors
Mac Allister begyndte sin karriere hos Argentinos Juniors, og gjorde sin professionelle debut med klubben i oktober 2016. Den 25. november 2017 spillede de tre brødre sammen for første gang i ders karriere, de alle tre var på banen under et 1-0 nederlag til San Lorenzo.

### Brighton & Hove Albion

#### Skifte og lejeaftaler
Mac Allister skiftede i januar 2019 til Brighton. Som del af aftalen blev han lejet tilbage til Argentinos for resten af sæsonen. Han blev i 2019-20 sæsonen igen udlejet, denne gang til Boca Juniors.

#### Brighton-karriere
Mac Allister fik sin debut for Brighton i marts 2020. Hans første 1,5 sæson i klubben så ham brugt hovedsageligt som rotationsspiller, før han i 2021-22 sæsonen havde sit store gennembrud, og etablerede sig som fast mand.

### Liverpool
Den 8. juni 2023 underskrev Mac Allister en fireårig kontrakt med Liverpool som løber frem til 2028.

## Landsholdskarriere

### Olympiske landshold
Mac Allister var del af Argentinas trup til sommer-OL 2020.

### Seniorlandshold
Mac Allister debuterede for Argentinas landshold den 6. september 2019. Han var del af Argentinas trup som vandt VM i 2022.

## Privat
Han er søn af den tidligere fodboldspiller Carlos Mac Allister. Hans to brødre, Kevin Mac Allister og Francis Mac Allister, er begge også professionelle fodboldspillere.

## Titler
Argentinos Juniors
- Primera B Nacional: 1 (2016-17)

Boca Juniors
- Primera División: 1 (2019-20)

Argentina
- Verdensmesterskabet: 1 (2022)